# Ал-Афдал Шаханшах
Ал-Афдал Шаханшах (арапски:الأف شاهنشاه بن بدر الجمالي‎; 1066-11. децембар 1121) био је фатимидски везир Египта од 1094. године до смрти.
Познат је по походима против крсташа које је организовао почетком 12. века. Крсташи су против његове војске водили многе битке: код Аскалона, три битке код Рамле (1101, 1102, 1105), Триполија. Убили су га Асасини 1121. године.